# Pentax K-r
La Pentax K-r es una cámara réflex digital de lente única de 12,2 megapíxeles, anunciada el 9 de septiembre de 2010 y reemplazó a la K-x en la línea de Pentax, con la que comparte muchas características. La K-r está disponible en tres colores (negro, blanco y rojo) en América del Norte, con otros colores disponibles solo en el mercado japonés. La K-r presenta un nuevo sistema de enfoque automático SAFOX IX y tiene una pantalla de 3 pulgadas. La calidad de imagen de las Pentax K-r y K-x es idéntica, pero se ha aumentado la fidelidad del color en la salida JPEG. La K-r se ha mejorado con respecto a la K-x en otras áreas, como que la K-r muestra el punto de enfoque activo en el visor cuando el botón del obturador está presionado hasta la mitad, la K-r ofrece el segundo rango ISO más amplio en la línea Pentax junto con la K-30: 100-25600 en modo extendido, que solo supera la K-5 (K-x: 12800 en modo extendido), teniendo el segundo disparo continuo más rápido (6,0 fps) de las actuales Pentax DSLR (igual que la K- 30), y usando la batería recargable de ion de Litio D-LI109 como estándar, pero teniendo la capacidad de usar 4 pilas AA con soporte de batería opcional (siendo que la K-x usa únicamente pilas AA). La K-r también tiene una pantalla un poco más grande y con una resolución mucho mayor: 921,000 píxeles frente a los 230,000 de la K-x.

## Captura HDR (alto rango dinámico)
Al igual que en la K-x, el usuario puede elegir que la cámara capture tres imágenes baje exposiciones distintas y las una en una imagen JPEG de alto rango dinámico. En contraste con su predecesor, la Pentax K-r ofrece la opción r, la Pentax K-r ofrece la opción de alinear de forma automática las imágenes.

## enlaces externos
- Página oficial del producto Pentax Kr
- Reseña de cámara de cuerpo entero

- Datos: Q1639715
- Multimedia: Pentax K-r / Q1639715